# Ludolph Christian Treviranus
Pour les articles homonymes, voir Treviranus.
Ludolph Christian Treviranus est un naturaliste allemand, né le 18 septembre 1779 à Brême et mort le 6 mai 1864 à Bonn.

## Biographie
Il est le fils de Joachim Johann Treviranus, son frère est le naturaliste Gottfried Reinhold Treviranus (1776-1837). Il obtient son doctorat de médecine à l’université de Iéna en 1801. Il devient le troisième professeur de médecine au Lyceum de Brême en 1807. Il devient professeur d’histoire naturelle à Rostock en 1812, professeur de botanique et directeur du jardin botanique de Breslau en 1816 enfin professeur à Bonn.
Il est notamment l’auteur de :
- Physiologie der Gewächse (deux volumes, 1835-1838).
- Die Anwendung des Holzschnittes zur Biolichen Darstellung von Pflanzen (1855).

Il est l’auteur de travaux sur la physiologie végétale et découvre l’espace intracellulaire. Il décrit également le rôle des agents chimiques dans le développement des plantes.